# مويرا والي-بيكت
مویرا والي-بيكت (بالإنجليزية: Moira Walley-Beckett)‏ (و. القرن 20  م) هي ممثلة، وكاتبة سيناريو، وممثلة تلفزيونية، من كندا، ولدت في كندا.

## أعمال بارزة
من أهم أعمالها:
- اختلال ضال.

## جوائز
حصلت على جوائز منها:
- جوائز الإيمي برايم تايم.

## وصلات خارجية
- مويرا والي-بيكت على موقع IMDb (الإنجليزية)
- مويرا والي-بيكت على موقع ألو سيني (الفرنسية)
- مويرا والي-بيكت على موقع قاعدة بيانات الفيلم (الإنجليزية)
- مويرا والي-بيكت على موقع كينوبويسك (الروسية)